# Noćna straža (2004.)
"Noćna straža" (rus. "Ночно́й Дозо́р") - ruski akcijski, fantastični film iz 2004., snimljen prema istoimenom romanu Sergeja Lukjanenka.
2006. pojavio se nastavak Dnevna straža.

## Prethistorija
2000. u studiju "Poligon" nastao je projekt "Vampirska Moskva" prema romanu S. Lukjanenka Noćna straža. Snimatelj je trebao biti Mihail Kričman. Kasnije je prava na projekt otkupio Prvi kanal, namjeravajući snimiti televizijsku seriju s manjim budžetom, no s vremenom se projekt pretvorio u blockbuster.

## Radnja
U našem svijetu postoje obični ljudi i Drugi. Drugi mogu biti Svijetli i Tamni (prema knjizi je razlika samo u tome kakvu vrstu energije koriste). U filmu Tamni, vampiri, demoni i tamni magi, rade svoje sumnjive poslove, a Svijetli se trude omesti ih (ili barem ograničiti). Radi poštovanja dogovora između tih dviju sila, na inicijativu Svijetlih je bila stvorena Noćna straža u kojoj služe Svijetli magi različitih kategorija.
Dvadesetogodišnji Anton Gorodecki, završivši institut, upoznaje se s djevojkom koja ga ubrzo napušta i odlazi drugome. Želeći ju vratiti, odlazi vračari, ne shvaćajući da se povezao sa silama tame. Vještica ga, osim na obred zaljubljivanja, nagovara još i na ubijanje zametka (čiji je otac navodno novi udvarač). Za vrijeme seanse u stan vještice dolazi ophodnja Noćne straže. Anton biva uvučen u zbivanja, te, nakon određene metamorfoze, sam otkriva da posjeduje talent Drugog. Nakon dvanaest godina Anton se već nalazi u redovima Noćne straže.

## Uloge
- Konstantin Habenskij - Anton Gorodecki
- Vladimir Menjšov - Geser (rukovoditelj Noćne straže g. Moskve)
- Viktor Veržbickij - Zavulon (rukovoditelj Dnevne straže g. Moskve)
- Marija Porošina - Svetlana Nazarova (čarobnica)
- Galina Tjunina - Olga (čarobnica u tijelu sove)
- Dmitrij Martynov - Jegor
- Aleksej Čadov - Kostja Sauškin (vampir)
- Goša Kucenko - Ignat (inkub)
- Rimma Markova - Darja Šuljc (vještica)
- Marija Mironova - Jegorova majka
- Valerij Zolotouhin - Kostjin otac (vampir)
- Žanna Friske - Alisa Donnikova (vještica)
- Nikolaj Oljalin - Maksim (inkvizitor)
- Ilja Lagutenko - Andrej (vampir)
- Aleksej Maklakov - Semjon (vozač, mag)
- Aleksandr Samojlenko - Ilja (Medvjed, mag)
- Anna Sljusarjova - Katja (Tigrica, mag)
- Anna Dubrovskaja - Larisa (vampirica, Andrejeva prijateljica)
- Sergej Prihod'ko - Pjotr
- Georgij Dronov - Tolik
- Igor Savočkin - Maksim Ivanovič
- Konstantin Murzenko - čovjek u metrou
- Jekaterina Malikova - stjuardesa
- Nuržuman Ihtymbajev - Zoar (zlatni čovjek, čuvar krede Sudbine)

## Razlike između filma i knjige
Film je snimljen prema motivima knjige. Od svih sižejnih linija sačuvana je samo jedna - odnos između Antona Gorodeckog i njegove djevojke, Svijetle Druge, Svetlane.

## Nagrade
- 2004. - Zlatni orao za najbolji zvuk.

## Glazbeni zapis filma
- pjesma "Nočnoj dozor" grupe Uma2rmaH (riječi S. Lukjanenko, Vladimir Kristovskij, glazba V. Kristovskij).

## Zanimljive činjenice
- Scenarist filma i autor istoimenog romana Sergej Lukjanenko je iznio ideju o stvaranju parodije svojeg filma pod nazivom Noćni bazar, koji je pripremio Aleksandr Bačilo, a ozvučio prevoditelj Leonid Volodarskij. Bez obzira na to što u projektu nije sudjelovao Dmitrij Pučkov - Goblin (prevoditelj, autor šest parodijskih prijevoda hollywoodskih filmova), na omotu DVD-a su napisali "specijalni (goblinski) prijevod". Međutim, riječ "goblinski" je bila napisana među navodnicima i zagradama, malim slovom. Na taj je način komercijalni odjel Prvog kanala htio naglasiti da nije iskoristio brend "Goblin" da bi priskrbio popularnost projektu jer je naziv već postao opći. Noćni bazar je bio prikazan na televizijskim kanalima, npr. na STS-u na Silvestrovo.
- U 34. minuti filma Geser telefonira Toliku s molbom da dozna buduće događaje u Moskvi. Tolik pronalazi informaciju o padu zrakoplova Il-86, let "Moskva-Antalya", na 10 km od Vnukova (prema scenariju filma). Na ekranu Tolikovog računala vide se prave snimke katastrofe IL-86 aviokompanije Pulkovo (br. 86060) koja se dogodila u Šeremetjevu u srpnju 2002.
- U 45. minuti filma kao pozadina filma se pojavljuje Rembrandtova slika Noćna straža.
- U filmu se često koristi prikriveno oglašavanje.[1] Zarada od oglašavanja u filmu je dostigla iznos od pola milijuna dolara.[2] Najčešće se vide brendovi i proizvodi: Mobiljnyje TeleSistemy (MTS), Džins, Nokia, Nescafe, Rambler (pri čemu je glavna stranica jako izobličena), peljmeni Sam Samyč, Audi i dr.
- 2010. britanski časopis Empire je objavio popis sto najboljih neanglofonskih filmova u povijesti kinematografije; Noćna straža je zauzela stoto mjesto.[3]
- U sceni u kojoj Zavulon igra videoigru, na zidu u zadnjem planu vise fotografije sa snimanja Žanne Friske.
- Žanna Friske načelno glumi samu sebe, bez obzira na to što se njezin lik zove Alisa. U filmu Dnevna straža njezin je lik potpuno prerađen.
- Ilja Lagutenko glumi frizera koji jako nalikuje na lik Ilje u prvom spotu grupe Mumij Trollj "Utekaj".

## Razlike između ruske i zapadnemontaže
Kad se Noćna straža pojavila u Rusiji i oborila rekord u zaradi, film je zainteresirao i zapadne filmske studije. Američki studio 20th Century Fox je otkupio prava na svjetsku distribuciju filma izvan granica ZND-a. U jesen 2005. film se pojavio u europskim kinodvoranama, a u veljači 2006. u ograničenoj distribuciji u SAD-u pod nazivom Night Watch. U anglofonskim zemljama Noćna straža se pojavila na ruskom jeziku s engleskim titlovima, koji su bili posebno animirani radi naglašavanja sižea. Npr. zov vampira je prikazan crvenim slovima koja se razlijevaju kao krv; tekst se pojavljuje u različitim veličinama, pojavljuje se i nestaje ujednačeno, a također reagira na događaje u filmu. Osim titlova, između verzije prikazane u Rusiji 2004. i međunarodne verzije postoji puno razlika u montaži i ozvučenju. Tzv. "englesku adaptaciju scenarija" napravili su Timur Bekmambetov i producentica studija 20th Century Fox Laeta Kalogridis. Kao rezultat adaptacije međunarodna je verzija kraća od ruske za 10 minuta.
- Prolog i epilog međunarodne verzije je u potpunosti na engleskom jeziku, a opis svijeta i biti Drugih je detaljniji nego u ruskoj verziji.
- Antona su iz običnog maga pretvorili u "proroka". Zbog toga su mu dodane kompjuterski animirane vizije: jama prilikom susreta sa Svetlanom, vampiri koji grizu Jegora, itd.
- Dodane su scene iz prošlosti u stanu vještice, gdje Semjon i Ilja objašnjavaju Antonu tko su Drugi.
- Nema lika Ignata kojeg je odglumio Goša Kucenko. U ruskoj je verziji Ignat Drugi koji ima sposobnost da zavodi žene. Šalju ga na zadatak da zavede Svetlanu i "oslabi" prokletstvo. Ignat se upoznao sa Svetlanom u noćnom supermarketu. Nagovara ju da ga pozove k sebi; međutim, Svetlana prozre njegovu igru i Ignat ne uspije obaviti zadatak.
- Uklonjena je sižejna linija bračnog para u zrakoplovu nad Moskvom. Kada analitičar Anatolij promatra budućnost, tamo se više ne spominje katastrofa; umjesto toga se očekuje velika oluja.
- Mnogi dijalozi su ponovno ozvučeni da bi bili razumljiviji zapadnoj publici. To se većinom odnosi na dijaloge i monologe Gesera i Olge.
- Iz zadnjih titlova je udaljena pjesma grupe Uma2rmaH "Nočnoj dozor". U američkoj verziji pojavljuje se pjesma "Fearless" grupe The Bravery, a u ostalim međunarodnim verzijama pjesma "Shatter" grupe Feeder.
- Prije nego što vampirica Larisa pozove Jegora na krov, Jegor gleda seriju Buffy, dok je u ruskoj verziji gledao animirani film Domovoj Kuzja.